# Пулковский рубеж
Пу́лковский рубе́ж — мемориал, входящий в Зелёный пояс Славы. Находится на Пулковском шоссе на рубеже, где в сентябре 1941 года было остановлено наступление немецких войск. Сооружён в 1967 году трудящимися Московского района Ленинграда на южном склоне Пулковских высот. Авторы проекта: архитектор Я. Н. Лукин, скульптор Л. Л. Михайлёнок, художник А. П. Ольхович.
Один из важнейших оборонительных рубежей на подступах к Ленинграду, являвшийся местом ожесточённых боёв в годы Гражданской и Великой Отечественной войн. Господствующее положение Пулковских высот, позволяющее вести наблюдение за прилегающим районом вплоть до Санкт-Петербурга, определило их важное значение в боевых действиях во время Великой Отечественной войны.

### Описание мемориала
На пологой площадке сооружена монументальная стела с 5-метровыми прямоугольными выступами, по обеим сторонам памятника установлены два танка Т-34/85 с бортовыми номерами 112 и 113. По шоссе высажена берёзовая аллея и установлены бетонные противотанковые надолбы. На каменном возвышении, прорезанном 7 цветниками, находятся мозаичное панно, выполненные из бело-серо-чёрного гранита. На них запечатлены разные эпизоды из жизни осаждённого города. На лицевой стороне можно увидеть сюжеты, раскрывающие героизм ленинградских женщин в дни обороны Ленинграда.

### Ленинградская битва 1941-44 (Боевые действия)
В сентябре 1941 на Пулковском рубеже сражались 3-я гвардейская и 5-я Ленинградская стрелковые дивизии народного ополчения, остановившие наступление немецко-фашистских войск на Ленинград с юга, затем 13-я, 85-я, 125-я и 189-я стрелковые дивизии и другие части.
Защитники города удерживали Пулковский рубеж в течение 900 дневной блокады Ленинграда. Противник воздушными бомбардировками и артобстрелом разрушил Пулковскую обсерваторию (на северном холме). При разгроме немецко-фашистских войск под Ленинградом в январе 1944 Пулковский рубеж явился исходным для наступления ударной группировки 42-й армии Ленинградского фронта.
Вспоминая сентябрьские бои за Ленинград, Г. К. Жуков писал: «У нас бывали весьма тяжелые моменты, в особенности, когда враг захватил Пулковские высоты и Урицк… Казалось, вот-вот случится то, чего каждый из нас внутренне боялся. Но героические защитники города и в этих труднейших условиях находили в себе силы, снова и снова отбрасывали разъяренного противника на исходные позиции».
Здесь на Пулковских высотах глубокой осенью 1941 года прозвучал первый выстрел снайпера-истребителя красноармейца 13-й стрелковой дивизии Феодосия Смолячкова. Пример коммуниста-воина подхватили тысячи бойцов и командиров армии. Снайперы Добрик, Николаев, Ратаев, Краснов, Григорьев и многие другие, учась у Ф. Смолячкова метко разить врага, с каждым днем увеличивали счет убитых фашистов.
Ленинград переживал тяжелые дни. Зажатые в кольцо блокады, тысячи ленинградцев умирали с голоду. Озверелый враг засыпал город снарядами. Политработники армии, коммунисты частей и подразделений вели среди бойцов большую агитационно-пропагандистскую работу. Они разжигали в воинах ненависть к врагу, рассказывали бойцам о невыносимых страданиях ленинградцев и призывали их к участию в снайперском движении.
Командиры и политработники быстро подхватили красноармейца Ф. Смолячкова, сделали его достоянием всех частей, помогали снайперам совершенствовать свое боевое мастерство. На фронте 42-й армии непрерывно гремели меткие снайперские выстрелы. К маю 1942 года в армии было уже около 2 тыс. снайперов. Менее чем за год они уничтожили около 30 тыс. гитлеровских захватчиков.

### Зелёный пояс Славы
На бывших рубежах героической обороны Ленинграда по инициативе комсомольцев и молодёжи города создан «Зелёный пояс славы» (1964—67, авторы общей планировки архитекторы Г. Н. Булдаков, В. Л. Гайкович, М. А. Сементовская), который включает около 60 памятников и мемориальных ансамблей (в том числе поставленных ранее), объединённых по территориальному признаку в 4 большие группы.

### Дополнительная информация
В шаговой доступности находятся:
1. Музей «Пулковский рубеж». Школьный музей обладает огромным образовательно-воспитательным потенциалом, так как сохраняет и экспонирует подлинные исторические документы. Адрес: Пулковское шоссе, д. 88, школа № 353.
2. Воинское кладбище «Высота Меридиан». Братская могила гвардейцев, погибших в 1944 году. Адрес: Пулковское шоссе, 61 корп. 3.
3. Воинское кладбище «Пулковское». В годы войны на его территории были захоронены павшие защитники города. Над братскими могилами установлены обелиски и скульптурная композиция. На кладбище установлена стела с надписью «Доблестным советским воинам, павшим в боях за свободу и независимость нашей Родины 1941−1945 гг.». Адрес: Пулковское шоссе, д. 61, корп. 2.
4. Пулковская обсерватория. В годы Великой Отечественной войны оказалась на линии фронта. Здесь находился укрепленный рубеж обороны Ленинграда, который защищали гвардейцы 125 Стрелковой дивизии. В течение 850 дней обсерватория подвергалась артобстрелам и бомбежкам, но не была оккупирована. Подвалы главного здания и Сейсмической станции использовались в качестве укрытий, фонтан Грот — под перевязочный пункт. Адрес: Пулковское шоссе, д. 65.